# Wisconsin Carriage Company
Wisconsin Carriage Company war ein US-amerikanischer Hersteller von Fahrzeugen.

## Unternehmensgeschichte
Das Unternehmen wurde 1885 in Janesville in Wisconsin gegründet. Es stellte Kutschen her. 1909 leiteten Arthur P. Aller, Walter R. Kohler, William Morris und R. E. Wisner das Unternehmen. Sie warben den Konstrukteur T. E. Warnock aus Detroit an, um Automobile zu entwerfen. 1910 begann die Produktion. Der Markenname lautete Wisco. Planungen beliefen sich auf 100 Fahrzeuge für das erste Jahr. Noch im gleichen Jahr endete die Produktion von Kraftfahrzeugen. Kutschen entstanden weiterhin.
Eine Reorganisation führte um 1915 zur Janesville Products Company, die bis 1940 existierte.

## Kraftfahrzeuge
Die Fahrzeuge hatten einen Vierzylindermotor. 111,125 mm Bohrung und 120,65 mm Hub ergaben 4680 cm³ Hubraum. Der Motor war mit 30,5 PS angegeben. Das Fahrgestell hatte 300 cm Radstand. Das Model A-4 war ein Baby Tonneau mit vier Sitzen. Das Model A-5 war als offener Tourenwagen mit fünf Sitzen karosseriert. Der Neupreis betrug jeweils 1750 US-Dollar.

## Modellübersicht
| Jahr | Modell    | Zylinder | Leistung (PS) | Radstand (cm) | Aufbau                |
| ---- | --------- | -------- | ------------- | ------------- | --------------------- |
| 1910 | Model A-4 | 4        | 30,5          | 300           | Baby Tonneau 4-sitzig |
| 1910 | Model A-5 | 4        | 30,5          | 300           | Tourenwagen 5-sitzig  |